# Fozio di Costantinopoli
Fozio I di Costantinopoli, chiamato Fozio il Grande (in greco antico: Φώτιος?, Phṓtios) (Costantinopoli, 810 circa – Armenia, 6 febbraio 893), fu un Patriarca ecumenico di Costantinopoli, erudito e bibliografo. Fu anche maestro di filosofia greca presso l'Università Imperiale di Costantinopoli.
Fu patriarca per due volte e per due volte deposto: la prima dal Natale dell'anno 858 all'867; la seconda dall'877 fino all'886. È uno dei quattro Padri della Chiesa d'Oriente che portano il titolo di "Grande" insieme a Basilio, Antonio ed Atanasio. È venerato come santo dalla Chiesa ortodossa.

## Biografia
Nacque in una famiglia di elevata condizione sociale: il padre, Sergio, era il capo delle guardie imperiali. Morì martire durante la persecuzione iconoclasta. Orfano del padre, Fozio venne alla luce mentre la sua famiglia si trovava in visita a Costantinopoli, città della quale era patriarca suo zio Niceforo I. Il fratello Sergio (stesso nome del padre) sposò Irene, la zia dell'imperatore Teofilo.

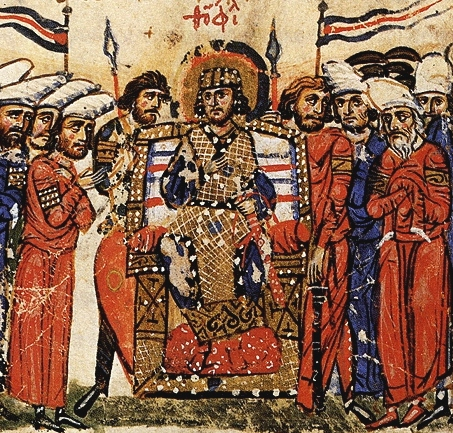
Cronache di Giovanni Scilita

Fozio ebbe un'ottima educazione e i genitori decisero per lui che avrebbe intrapreso una vita da laico; divenne così docente di filosofia e teologia e successivamente alto funzionario dello Stato. Grazie alla parentela con la famiglia imperiale poté ottenere incarichi di altissimo prestigio, come quello di Cancelliere, capitano delle guardie del corpo dell'Imperatore (protospatario) e senatore. Era uomo di profonda erudizione e fu autore di numerosi scritti. La sua vita venne caratterizzata in particolare dal conflitto fra la Chiesa bizantina e quella latina che negli anni del suo patriarcato generò diversi momenti di tensione. La sua personalità si caratterizza per una serie di aspetti contraddittori. Da un lato difese con estrema abilità il suo status di patriarca, dall'altro, in alcuni casi, ricorse a mezzi discutibili sul piano etico per conseguire tale finalità. In particolare la sua condotta nei confronti del papato ha destato particolari perplessità. Nonostante ciò, durante il suo ministero, diede prova di avere un profondo senso di responsabilità svolgendo con estrema cura i propri doveri pastorali. Fu inoltre molto attento alla questione della predicazione del Vangelo e si spese in prima persona per la riunificazione degli eterodossi orientali quali Nestoriani, Monofisiti e Armeni.

### Patriarca di Costantinopoli
Nell'anno 842 l'imperatore Michele III (842-867), succedette al padre Teofilo. Non potendo occuparsi degli affari di Stato a causa della minore età - Michele III aveva solo due anni quando ereditò il trono imperiale - la reggenza fu affidata alla madre, l'Imperatrice Teodora, che rimase in carica fino all'858.
Fra i diversi atti della sua reggenza vi fu la condanna all'esilio del patriarca Ignazio I, per aver rifiutato di dare l'eucaristia allo zio dell'Imperatore, Bardas (fratello di Teodora) a causa della sua condotta immorale.

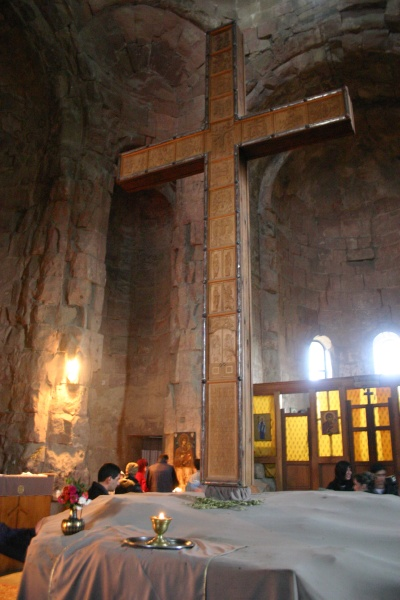
Chiesa dove viene venerato Fozio I di Costantinopoli

Bardas aveva dunque bisogno di nominare un nuovo patriarca di Costantinopoli, e fu scelto Fozio, che a quell'epoca era ancora un laico. Per l'occasione convocò un sinodo a Siracusa presieduto dall'arcivescovo Gregorio Asbesta Lo stesso Gregorio conferì a Fozio tutti gli ordini sacri, dalla tonsura all'episcopato, in soli cinque giorni (21-25 dicembre 858) e, la sera di Natale dello stesso anno (858), Fozio fu nominato patriarca di Costantinopoli. Ma la situazione non si rivelò così semplice da risolvere, dato che Ignazio, benché in un primo tempo remissivo, spinto dai suoi sostenitori volle recuperare il seggio patriarcale. Allora, nel marzo 859 Fozio convocò un sinodo a Costantinopoli dove venne dichiarata illegittima l'elezione di Ignazio, affermando che all'epoca non era stata sancita da un sinodo, e lo si destituì formalmente.
Nella primavera dell'860 Fozio inviò una lettera a papa Niccolò I chiedendo la conferma della sua elezione. Il pontefice incaricò due vescovi a recarsi a Costantinopoli per indagare sulla rinuncia di Ignazio, se voluta o forzata, e verificare la validità dell'elezione di Fozio. I due vescovi, andando al di là delle rispettive competenze, diedero l'assenso alla convocazione di un sinodo che si tenne a Costantinopoli nella primavera dell'861.
Davanti all'Imperatore Michele III, a Bardas e a 381 vescovi Ignazio fu ascoltato e poi fu deposto.
Ignazio allora si recò a Roma, dove chiese ed ottenne un colloquio con il papa Niccolò I, che fu subito pronto ad appoggiarlo nonostante avesse accettato i precedenti sinodi costantinopolitani del 859 ed 861 di Fozio. Il papa convocò immediatamente un sinodo, tenuto nell'863 al Laterano, nel quale fu dichiarato che:
- il Papa non riconosceva la deposizione di Ignazio;
- venivano scomunicati i legati papali, da lui inviati a Costantinopoli nell'861 per decidere sulla questione e che, contravvenendo agli ordini si erano fatti corrompere accettando l'invalidità dell'elezione di Ignazio;[6]
- Fozio sarebbe stato scomunicato se avesse insistito nell'usurpazione del seggio patriarcale.

Fozio non gradì l'affronto di una possibile scomunica e inviò un'enciclica a tutti i vescovi dell'Impero bizantino, spiegando i punti di divergenza con la Chiesa di Roma, la quale, con le sue riforme, ora imponeva:
- l'aggiunta del filioque al Credo comune, non modificabile;
- ll celibato per i preti, non previsto nell'Impero bizantino;
- l'esclusiva dei vescovi di celebrare la Cresima;
- il digiuno per tutto il clero al sabato;
- l'inizio della Quaresima al Mercoledì delle ceneri.

Fozio, successivamente, con l'appoggio dell'Imperatore Michele III, convocò un sinodo a Costantinopoli nell'867, nel quale scomunicò Niccolò I incoraggiandone la deposizione.

### La prima deposizione

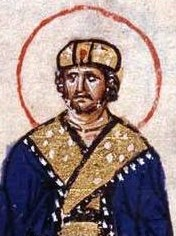
Michele III ed alcuni membri della sua corte

Ma sempre nell'867, successe un fatto che avrebbe cambiato le sorti dell'Impero bizantino. Michele III fu fatto assassinare, subito dopo Bardas, da Basilio I il Macedone, fondatore della Dinastia macedone, che divenne imperatore al suo posto. Basilio destituì dalle loro cariche tutti coloro che avevano alte responsabilità sotto Michele, che vennero sostituiti con dignitari di sua fiducia. Al fine di giungere ad un accordo con Roma, anche Fozio fu deposto da Patriarca ed Ignazio fu reinsediato al suo posto. Questo avvenimento, con il relativo riavvicinamento della Chiesa di Costantinopoli a Roma, si volle poi fosse suggellato da un concilio ecumenico.
Nell'869/70 si riunì il Concilio di Costantinopoli IV, concordato col successore papa Adriano II. Nell'ultima sessione dello stesso Concilio si fece altresì decidere ai vescovi che alla Chiesa della Bulgaria (dove nell'865 il re Boris aveva indicato il cristianesimo come religione di Stato) veniva riconosciuta la richiesta autonomia, ma nell'ambito della sfera d'influenza religiosa - e quindi politica - del Patriarcato di Costantinopoli, nonostante le proteste di Roma. Restava però vietata la creazione di un autonomo patriarcato. Fozio fu condannato e deposto. Andò in esilio in un monastero, sul Bosforo o a Cherson in Crimea.
Ma dopo alcuni anni, Basilio I, desideroso di pacificazione, richiamò Fozio dall'esilio, affidandogli il compito di fare da precettore a Costantino, uno dei suoi figli.

### Il secondo mandato patriarcale di Fozio
Nell'877 Ignazio I morì e si pose il problema di individuare un successore per il Patriarcato. Basilio I decise allora di rinominare patriarca di Costantinopoli Fozio, visto che era una persona ancora molto nota nella capitale e tutti lo conoscevano di fama. Davanti al fatto compiuto papa Giovanni VIII ne approvò la nomina.

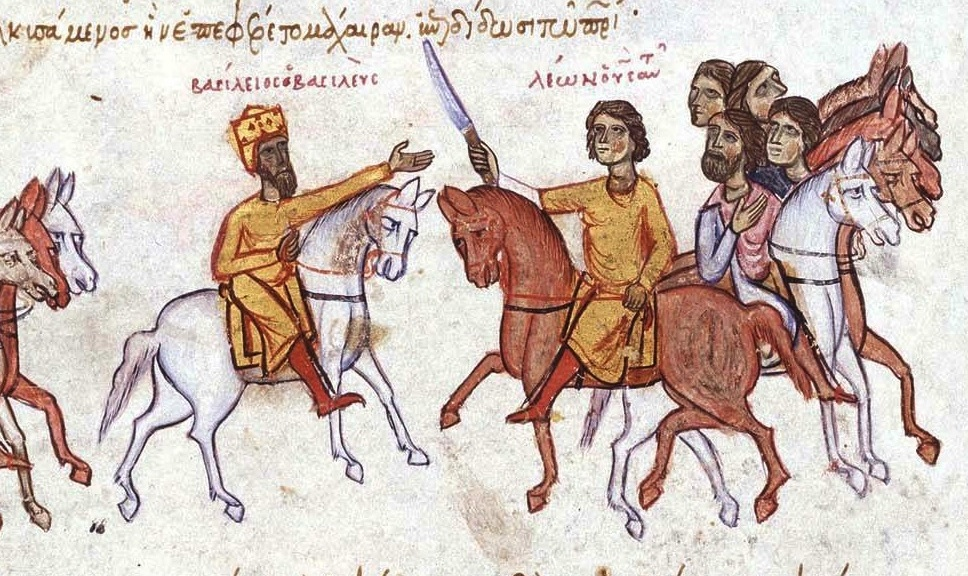
Una immagine di Basilio I e di suo figlio Leone VI

Fozio raggiunse il culmine del suo trionfo e volle riconvocare il Concilio di Costantinopoli nell'879-880, per revocare o ridiscutere le decisioni dal precedente Concilio dell'869-70 celebrato col patriarca Ignazio, ma si preferì un concordato, senza discussioni teologiche, sui punti di controversia dottrinale con Roma.
Nonostante l'insistenza, non avvenne nessuna restituzione della giurisdizione balcanica a Roma, ma restava vietata pure la creazione di un autonomo patriarcato. Fozio non rese a Roma neppure le scuse richieste per la sua condotta precedente, ma evitò ulteriori polemiche.
Papa Giovanni VIII diplomaticamente, non presentò ulteriori pretese, anche perché i musulmani minacciavano di invadere l'Italia: avevano creato delle basi a Castellammare ed a Gaeta da dove si preparavano per attaccare frontalmente Roma.

### La seconda deposizione

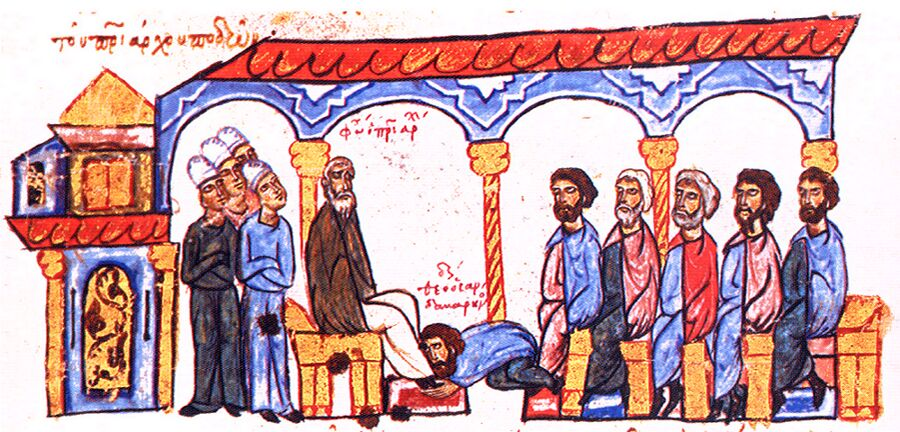
Il monaco Sandabarenos bacia i piedi al patriarca Fozio I

Nell'886 salì al trono di Bisanzio un nuovo Imperatore, Leone VI che fece deporre nuovamente Fozio, per nominare al suo posto il proprio fratello Stefano I.
Questa procedura fu ritenuta irregolare da Papa Stefano V, che lanciò un'ulteriore scomunica diretta al nuovo patriarca omonimo, ma che, dietro pressione dell'imperatore, dovette ritirare pro bono pacis.

### Gli ultimi anni
Fozio, dopo essere stato deposto e bandito da corte, fu fatto segregare in un monastero in Armenia per ordine dell'Imperatore. La morte lo colse nell'893, mentre ancora si trovava segregato nel monastero armeno dove fu mandato in esilio. Molte sono le fonti attestanti che Fozio sia morto in comunione con Roma.
Un equivoco: si ritiene che qualche anno più tardi, suo figlio divenisse vescovo di Roma come Papa Teodoro II, ma in realtà si tratta di un errore. Certamente papa Teodoro era figlio di un certo Fozio (e quindi si presume di origine greca), ma egli nacque a Roma e non ha niente a che spartire con il patriarca omonimo di suo padre.
Fozio pose le basi teologiche (senza risolverle nonostante il Concilio), oltre quelle politiche già esistenti, per il Grande Scisma, che avvenne nel 1054, un secolo e mezzo dopo di lui.

## Canonizzazioni
Nell'864 fece canonizzare l'imperatrice Irene d'Atene, facendola santa col nome di Santa Irene la Giovane; il corpo dell'imperatrice fu traslato dalle Isole dei Principi alla Chiesa dei Santi Apostoli a Costantinopoli e solennemente sepolta. In seguito lo stesso Fozio fu proclamato santo dalla Chiesa ortodossa.

## Opere

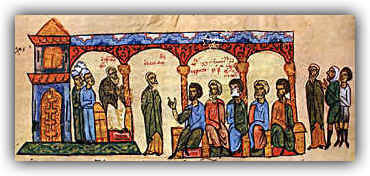
Il patriarca Fozio I, seduto sul suo trono patriarcale, ripresso dalle cronache di Giovanni Skylitzes

I suoi molteplici scritti sono stati raccolti dall'editore e bibliografo francese Jacques Paul Migne in quattro volumi.
La Biblioteca, prodotto della grande erudizione dell'autore, è dedicata al fratello Tarasio e contiene poco meno di trecento schede bibliografiche, nelle quali Fozio presenta, riassume e commenta altrettante opere letterarie che afferma di aver letto. Karl Krumbacher definì questa compilazione, tra l'altro incompiuta, "l'opera più importante di storia letteraria del medioevo", riportando informazioni altrimenti ignote circa una grande quantità di opere e autori greci. In particolare, è stato calcolato che novanta dei centoventidue autori recensiti da Fozio sono altrimenti di fatto ignoti.
La Mistagogia dello Spirito Santo è un'opera teologica, di contrasto alla teologia latina; le Questioni ad Anfilochio affrontano questioni di filologia ed esegesi. Vi è poi lo scritto polemico intitolato Trattato contro i nuovi manichei e un ricco epistolario, che consente di comprendere l'aspetto umano dell'autore preoccupato da problematiche di ordine giuridico, politico oltre che da questioni legate agli accadimenti storici del proprio tempo.
Fozio contribuì all'elaborazione di testi normativi per Basilio I il Macedone, e poi per il figlio Leone VI il Saggio, raccolti sotto il titolo Basilici.
Fozio è anche autore di poesie e di una raccolta di sentenze morali. Scrisse inoltre un Lessico, opera erudita di tipo etimologico.

### Testi e traduzioni italiane
- Photius, Bibliothèque, testo greco e traduzione francese a fronte di René Henry in nove volumi. I: Codices 1-83; II: Codices 84-185; III: Codices 186-222; IV: Codices 223-229; V: Codices 230-241. VI: Codices 242-245; VII: codices 246-256; VIII: Codices 257-280; IX: Indice a cura di Jacques Schamp, Parigi, Les Belles Lettres, 1959-1999.
- Fozio, Biblioteca, A cura di Nigel Wilson, trad. Claudio Bevegni, Collana Biblioteca n.250, Adelphi, 1992, ISBN 88-459-0898-4. [scelta antologica di epitomi]
- Fozio, Sentenze morali, a cura di Lucio Coco, Leo S. Olschki, Firenze 2011 ISBN 978-88-222-6106-9
- Fozio, Biblioteca, introduzione di Luciano Canfora, a cura di N. Bianchi e C. Schiano, nota sulla tradizione ms. di Stefano Micunco, Edizioni della Normale, Pisa, 2016. ISBN 9788876425714.
- Fozio, La formazione del principe. Massime sull'esercizio del potere, [Epistola ad Michaelem Bulgarorum regem], introduzione, traduzione e note a cura di Lucio Coco, Leo S. Olschki, Firenze 2017 ISBN 9788822265487

### Traduzione latina
- J. de Mariana, Epitome latina di Fozio, a cura di G. Solaro, Bari: Dedalo, 2004 ISBN 9788822058089

### Studi
- Alain Ducellier, Michel Kapla, Bisanzio (IV-XV secolo), Milano, San Paolo, 2005, ISBN 88-215-5366-3.
- Giuseppe Carlucci, I "Prolegomena" di André Schott alla "Biblioteca" di Fozio, 2012, Bari, Dedalo, ISBN 978-88-220-5818-8.
- Charles Diehl, Figure bizantine, introduzione di Silvia Ronchey, 2007 (1927 originale), Einaudi, ISBN 978-88-06-19077-4
- Ralph-Johannes Lilie, Bisanzio la seconda Roma, Roma, Newton & Compton, 2005, ISBN 88-541-0286-5.
- John Julius Norwich, Bisanzio, Milano, Mondadori, 2000, ISBN 88-04-48185-4.
- Georg Ostrogorsky, Storia dell'Impero bizantino, Milano, Einaudi, 1968, ISBN 88-06-17362-6.
- Jacques Schamp Parigi, Photios historien des lettres. La Bibliothèque et ses notices biographiques, Presses universitaires de Liège, 1987, ISBN 978-22-51-66248-0.